# Peromyscus grandis
Peromyscus grandis is een zoogdier uit de familie van de Cricetidae. De wetenschappelijke naam van de soort werd voor het eerst geldig gepubliceerd door Goodwin in 1932.

## Voorkomen
De soort komt voor in Guatemala.